# Damjan Đoković
Damjan Đoković (Zagreb, 18 april 1990) is een Nederlands-Kroatisch voetballer die doorgaans als middenvelder speelt.

## Clubcarrière
Đoković is een zoon van een Kroatische moeder en een Servische vader. Hij speelde in de jeugd bij Haaglandia, ADO Den Haag, SBV Excelsior en Sparta Rotterdam. Bij Sparta werd hij landskampioen met de A-junioren en vertrok hij na een enkelbreuk. Hij was op proef bij RBC Roosendaal en ging naar het Slowaakse FC Spartak Trnava. Die laatste club wilde hem vastleggen, maar tot een contract kwam het niet omdat Spartak weigerde om de vereiste opleidingsvergoeding te voldoen.
In het seizoen 2010 ging hij voor HNK Gorica in zijn geboorteland spelen. In december 2010 werd bekend dat hij voor zijn oude club Haaglandia zou gaan spelen, maar na een stage tekende Đoković begin 2011 bij AC Monza Brianza 1912. Daarmee speelde hij in de Lega Pro Prima Divisione tot hij werd gecontracteerd door het net naar de Serie A gepromoveerde AC Cesena. Na de directe degradatie werd hij basisspeler in de Serie B. In 2013 stapte hij over naar Bologna FC 1909 dat de helft van zijn transferrechten kocht. In juni 2013 werd hij verhuurd aan CFR Cluj. Een jaar later werd Đoković opnieuw verhuurd door de Italiaanse club, aan AS Livorno. In juli 2015 werd zijn nog een seizoen doorlopende contract ontbonden. Vervolgens tekende hij een contract bij Gazélec FCO Ajaccio. Hiermee degradeerde hij in 2015/16 uit de Ligue 1. Đoković liet hier vervolgens in juli 2016 zelf zijn contract ontbinden. In oktober van dat jaar ging hij voor het Duitse SpVgg Greuther Fürth spelen dat uitkomt in de 2. Bundesliga. 
In januari 2017 ging Đoković voor Spezia spelen dat uitkomt in de Serie B. Op 19 juni tekende Đoković een driejarig contract bij HNK Rijeka, op dat moment de Kroatische kampioen. In augustus van dat jaar kwamen beide partijen overeen dat hij de club kon verlaten en op 4 september keerde Đoković terug bij het Roemeense CFR Cluj. Met zijn club werd hij zowel in 2018, 2019 als 2020 landskampioen en won hij in 2018 ook de Roemeense supercup. In januari 2021 ging hij naar het Turkse Çaykur Rizespor. In februari 2022 werd hij verhuurd aan Adana Demirspor. Vanaf medio 2022 speelt hij in Saoedi-Arabië voor Al-Raed.